# ذيل الفأر اللاطئ
ذيل الفأر اللاطئ (الاسم العلمي: Myosurus sessilis) هو نوع من النباتات يتبع جنس ذيل الفأر من الفصيلة الحوذانية.